# Bromus sterilis
Il forasacco rosso (Bromus sterilis L., 1753) è una pianta angiosperma monocotiledone appartenente alla famiglia delle Poacee (o Gramineae, nom. cons.).

## Etimologia
Il nome generico (bromus) deriva dalla lingua greca ed è un nome antico per l'avena. L'epiteto specifico (sterilis) indica che le spighette cadono subito dopo aver raggiunto la maturità.
Il nome scientifico della specie è stato definito da Linneo (1707 – 1778), biologo svedese considerato il padre della moderna classificazione scientifica degli organismi viventi, nella pubblicazione "Species Plantarum" (Sp. Pl. 1: 77 - 1753) del 1753.

## Descrizione

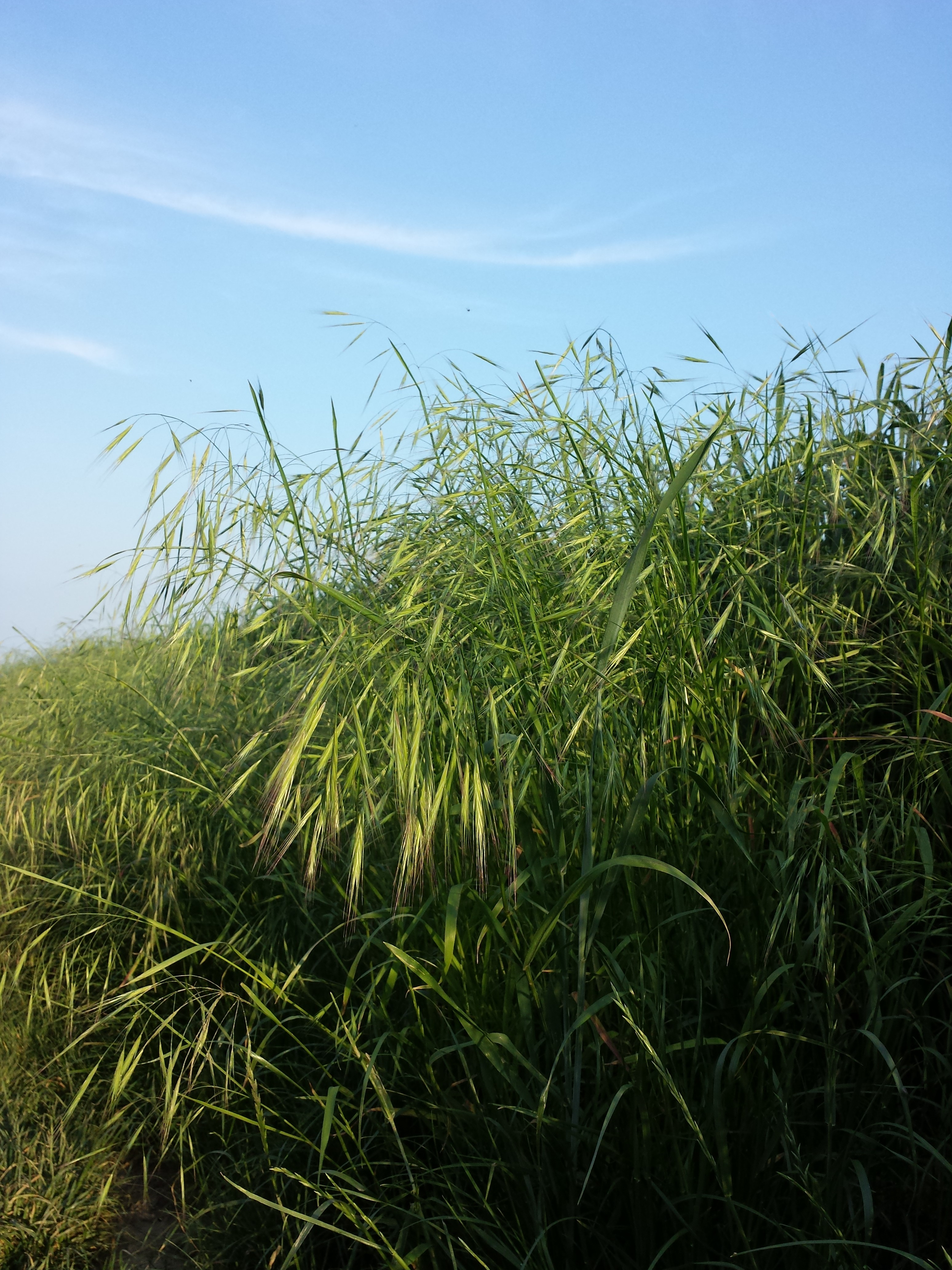
Il portamento

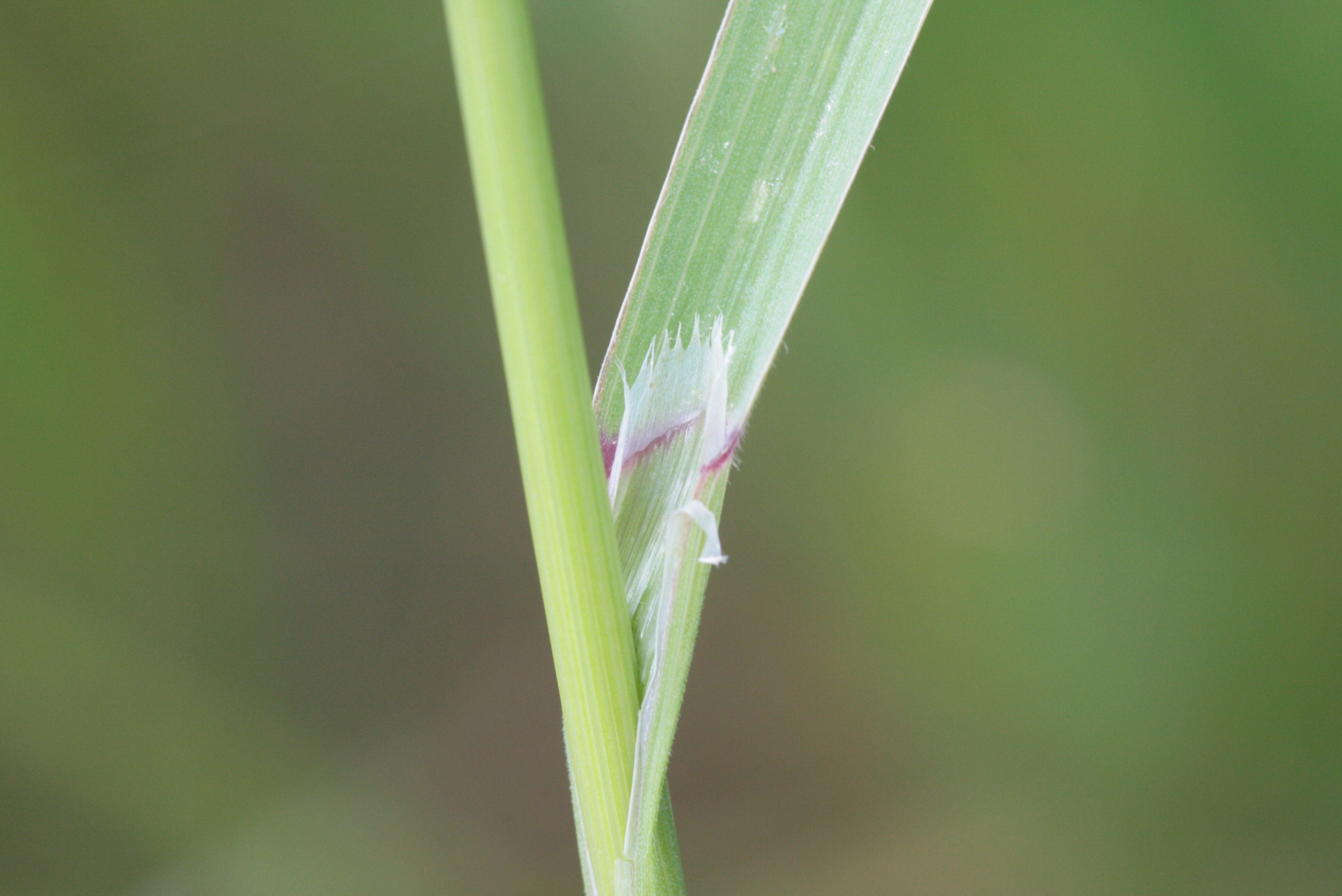
Le foglie

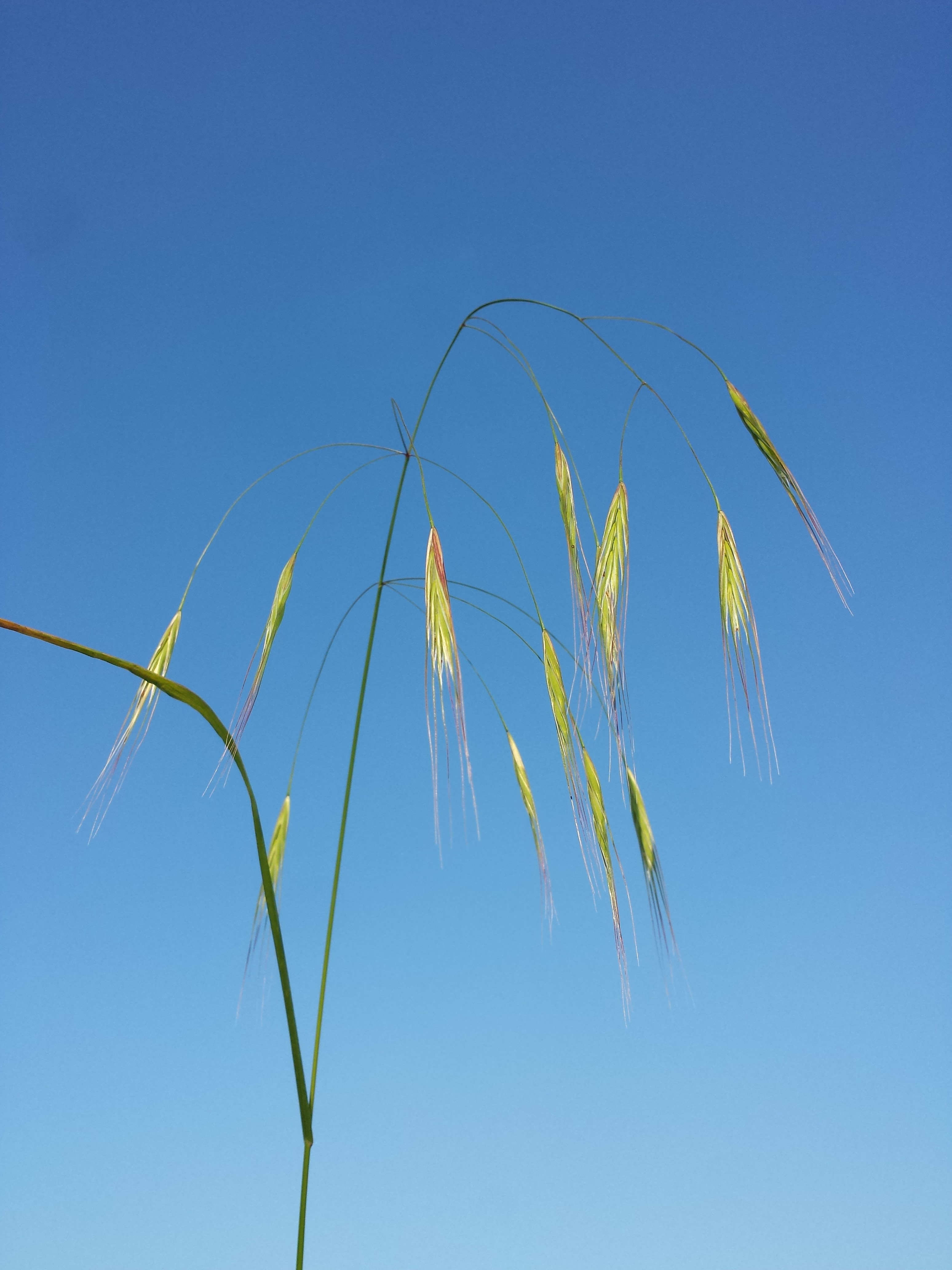
Infiorescenza

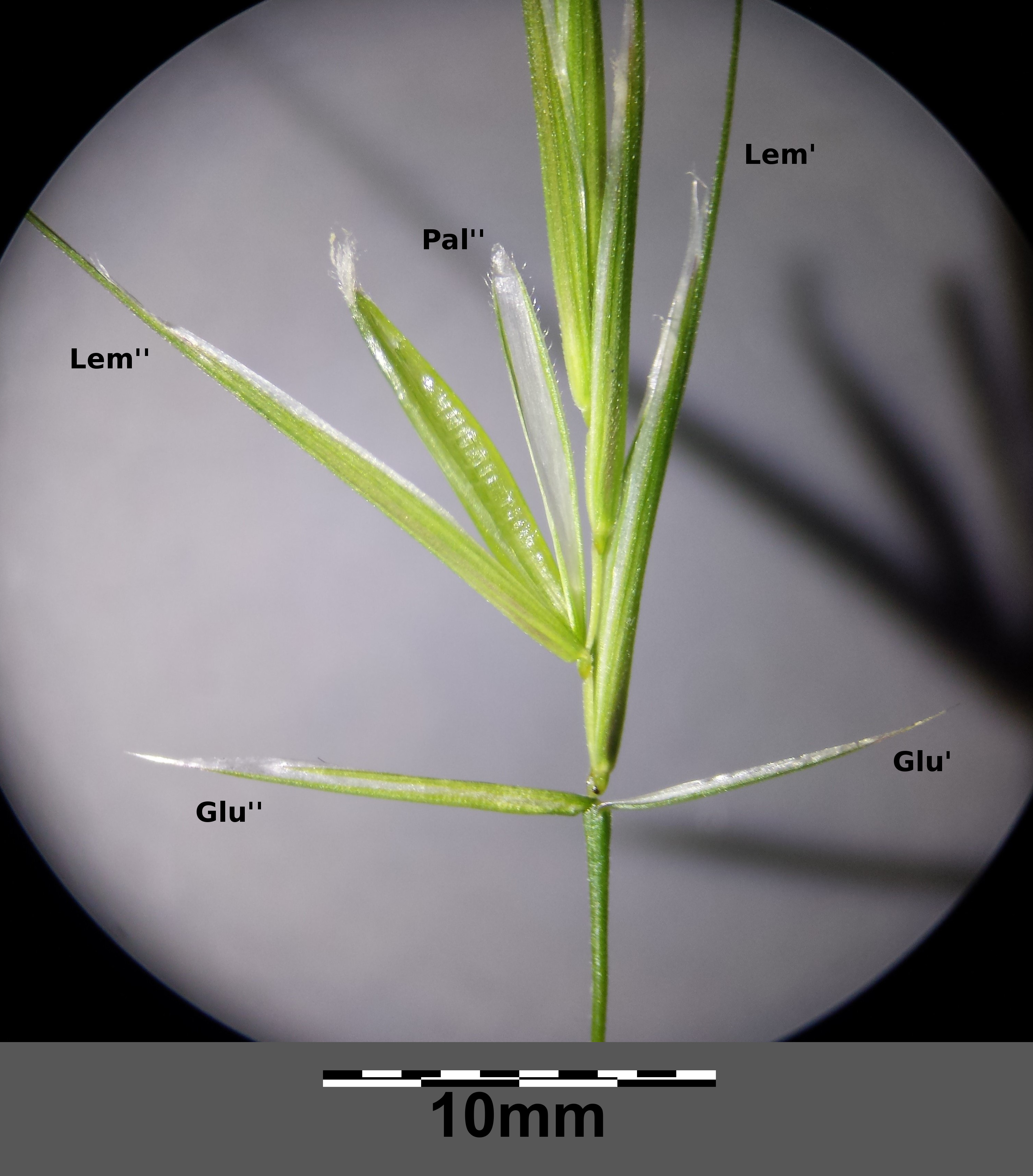
I fiori

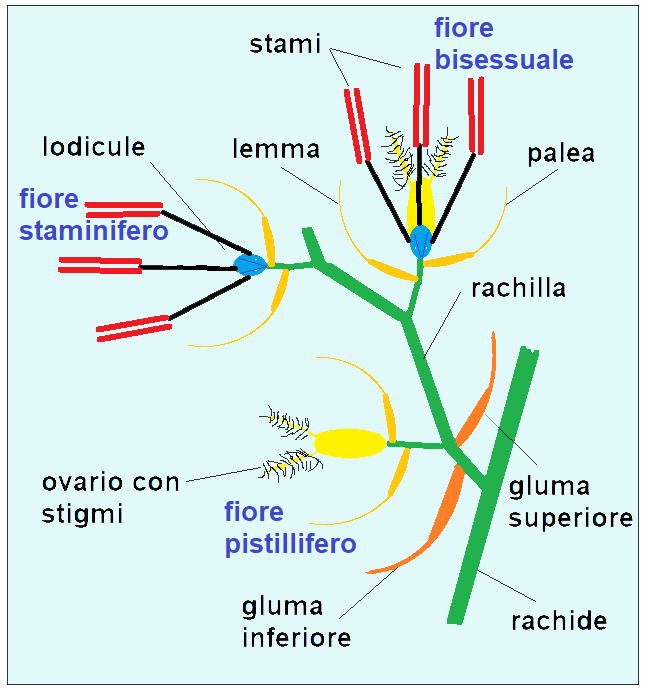
Spighetta generica con tre fiori diversi

Queste piante arrivano ad una altezza di 2 - 4 dm (massimo 100 cm). La forma biologica è terofita scaposa (T scap), ossia in generale sono piante erbacee che differiscono dalle altre forme biologiche poiché, essendo annuali, superano la stagione avversa sotto forma di seme e sono munite di asse fiorale eretto e spesso privo di foglie.

### Radici
Le radici sono per lo più fascicolate; a volte sono secondarie da rizoma.

### Fusto
I culmi sono cavi a sezione più o meno rotonda (diametro: 5 mm). I culmi sono fascicolati con superficie liscia e glabra. Il portamento in genere è eretto o genicolato-ascendente. 

### Foglie
Le foglie lungo il culmo sono disposte in modo alterno, sono distiche e si originano dai vari nodi. Sono composte da una guaina, una ligula e una lamina. Le venature sono parallelinervie. Non sono presenti i pseudopiccioli e, nell'epidermide delle foglia, le papille.
- Guaina: la guaina è abbracciante il fusto e priva di auricole (o raramente auricolate); la superficie è pubescente.
- Ligula: la ligula, acuta e più o meno sfrangiata, è membranosa e a volte è cigliata. Lunghezza: 1 – 4 mm.
- Lamina: la lamina, sottile e a consistenza morbida, ha delle forme generalmente lineari-lanceolate e piatte. La lamina normalmente è glabra, altrimenti è cigliata alla base e sul bordo, ma raramente. Dimensione delle foglie: larghezza 4 – 10 mm; lunghezza 5 – 20 cm.

### Infiorescenza
Infiorescenza principale (sinfiorescenza o semplicemente spiga): le infiorescenze, ascellari e terminali, in genere sono ramificate ed hanno la forma di una pannocchia lassa. I rami sono nutanti, dopo l'antesi sono penduli; sono scabri e portano in genere una sola spighetta (raramente 2 - 3 spighette); i rami inferiori sono semiverticillati e rivolti in tutte le direzioni. La fillotassi dell'inflorescenza inizialmente è a due livelli, anche se le successive ramificazioni la fa apparire a spirale. Dimensione delle pannocchie: larghezza 7 – 12 cm; lunghezza 10 – 20 cm.

### Spighetta
Infiorescenza secondaria (o spighetta): le spighette, a forma oblunga-cuneata, sottese da due brattee distiche e strettamente sovrapposte chiamate glume (inferiore e superiore), sono formate da 5 - 11 fiori. Possono essere presenti dei fiori sterili; in questo caso sono in posizione distale rispetto a quelli fertili. Alla base di ogni fiore sono presenti due brattee: la palea e il lemma. La disarticolazione avviene con la rottura della rachilla sotto ogni fiore fertile. Dopo l'antesi la spighetta rilascia facilmente i fiori che cadono. Dimensione delle spighette: larghezza 2 – 8 mm; lunghezza 5 cm con le reste.
- Glume: le glume, persistenti (rimangono a lungo sulla pianta prive di contenuto), con forme lanceolate, sono disuguali.  Possiedono alcune nervature longitudinali (1 - 3 quella inferiore e 3 - 5 quella superiore) e una carena cigliata. Lunghezza delle glume: inferiore 8 – 14 mm; superiore 10 – 20 mm.
- Palea: la palea è un profillo con alcune venature, è carenata e più corta del lemma.
- Lemma: il lemma, lineare-lanceolato progressivamente assottigliato, termina con una resta; il dorso è ispido per setole rivolte verso l'apice e percorso da 5 - 7 nervature. Dimensione del lemma: larghezza 2 – 4 mm; lunghezza 15 – 20 mm. Lunghezza della resta: 20 – 25 mm.

### Fiori
I fiori fertili sono attinomorfi formati da 3 verticilli: perianzio ridotto, androceo  e gineceo.
- Formula fiorale:[7]

*, P 2, A (1-)3(-6), G (2–3) supero, cariosside.
- Il perianzio è ridotto e formato da due lodicule, delle squame traslucide, poco visibili (forse relitto di un verticillo di 3 sepali). Le lodicule sono membranose e non vascolarizzate.
- L'androceo è composto da 2 - 3 stami ognuno con un breve filamento libero, una - due antere purpureo-violacee. Le antere (1 - 2) sono basifisse con deiscenza laterale e sono lunghe 1 mm. Il polline è monoporato.
- Il gineceo è composto da 3-(2) carpelli connati formanti un ovario supero. L'ovario, pubescente all'apice, ha un solo loculo con un solo ovulo subapicale (o quasi basale). L'ovulo è anfitropo e semianatropo e tenuinucellato o crassinucellato. Lo stilo, che si origina dal lato abassiale dell'ovario, è breve con due stigmi papillosi e distinti.
- Fioritura: da aprile a giugno (luglio).

### Frutti
I frutti sono del tipo cariosside, ossia sono dei piccoli chicchi indeiscenti colorati di marrone scuro, con forme ovoidali, nei quali il pericarpo è formato da una sottile parete che circonda il singolo seme. In particolare il pericarpo è fuso al seme ed è aderente. L'endocarpo non è indurito e l'ilo è lungo e lineare. L'embrione è piccolo e provvisto di epiblasto ha un solo cotiledone altamente modificato (scutello senza fessura) in posizione laterale. I margini embrionali della foglia non si sovrappongono. I cariossidi alla fruttificazione sono sottili.

## Biologia
In generale nelle Poaceae la fecondazione avviene fondamentalmente tramite l'impollinazione dei fiori per via  anemogama. Gli stigmi piumosi sono una caratteristica importante per catturare meglio il polline aereo.
I semi cadendo a terra, dopo aver eventualmente percorso alcuni metri a causa del vento (dispersione anemocora) sono dispersi soprattutto da insetti tipo formiche (mirmecoria).
In particolare i frutti di queste piante possono sopravvivere al passaggio attraverso le budella dei mammiferi e possono essere trovati a germogliare nello sterco.

## Distribuzione e habitat

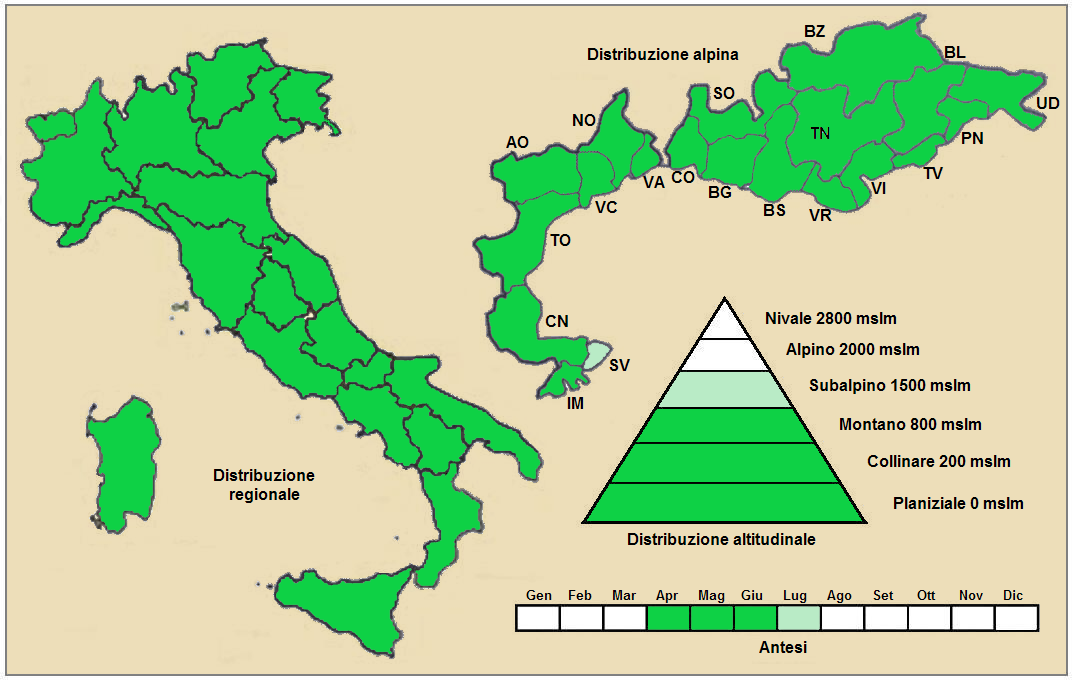
Distribuzione regionale – Distribuzione alpina

- Geoelemento: il tipo corologico (area di origine) è Euri-Mediterraneo / Turanico.
- Distribuzione: in Italia è una specie comune ed è presente su tutto il territorio. Nelle Alpi è ovunque presente. Sugli altri rilievi europei collegati alle Alpi si trova nella Foresta Nera, Vosgi, Massiccio del Giura, Massiccio Centrale, Pirenei, Alpi Dinariche, Monti Balcani e Carpazi.[16] Nel resto dell'Europa e dell'areale del Mediterraneo questa specie si trova in tutta l'Europa, nella Transcaucasia, in Anatolia, in Asia mediterranea e nel Magreb.[17] Fuori dall'Europa si trova in Cina, Kazakistan, Kirghizistan, Tagikistan, Turkmenistan e Uzbekistan.[13]
- Habitat: gli habitat tipici per questa specie sono gli incolti e i terreni abbandonati. Il substrato preferito è calcareo ma anche siliceo con pH neutro, alti valori nutrizionali del terreno che deve essere secco.[16]
- Distribuzione altitudinale: sui rilievi queste piante si possono trovare fino a 1.350 m s.l.m. (3.200 m s.l.m. in Asia[13]); frequentano quindi i seguenti piani vegetazionali: collinare, montano e in parte alpino (oltre a quello planiziale – a livello del mare).

### Fitosociologia

#### Areale alpino
Dal punto di vista fitosociologico alpino Bromus sterilis appartiene alla seguente comunità vegetale:
- Formazione: delle comunità terofiche pioniere nitrofile
  - Classe: Stellarietea mediae
    - Ordine: Sisymbrietalia

#### Areale italiano
Per l'areale completo italiano Bromus sterilis appartiene alla seguente comunità vegetale:
- Macrotipologia: vegetazione erbacea sinantropica, ruderale e megaforbieti.
  - Classe: Artemisietea vulgaris Lohmeyer, Preising & Tüxen ex Von Rochow, 1951
    - Ordine: Onopordetalia acanthii Br.-Bl. & Tüxen ex Klika in Klika & Hadac, 1944
      - Alleanza: Onopordion acanthii Br.-Bl., 1936

Descrizione: l'alleanza Onopordion acanthii è relativa alle comunità antropiche (pioniere ruderali e nitrofile) formata dai grandi cardi (generi Onopordum, Carduus, Cirsium e altri) a ciclo biologico annuale, biennale o perenne con portamento a rosetta a fioritura tardo-invernale o estiva e con un microclima temperato (variabile da subcontinentale a submediterraneo). Il terreno sul quale si sviluppa questa comunità deve essere rimosso e non umido. La distribuzione di questa alleanza è soprattutto nell’Europa continentale (Ucraina, Ungheria e Monti Balcani) con diffusione in tutto il resto dell’Europa. In Italia l’alleanza è localizzata sulle Alpi e nelle porzioni subcontinentali degli Appennini.
Alcune specie presenti nell'associazione: Ballota nigra, Artemisia vulgaris, Achillea millefolium, Artemisia absinthium, Carduus acanthoides, Carduus nutans, Elytrigia repens e Onopordum acanthium.
Altre alleanze per questa specie sono:
- Chenopodion muralis
- Balloto nigrae-Robinion
- Veronico-Urticion urentis
- Balloto nigrae-Robinion

## Tassonomia
La famiglia delle Poacee comprende circa 800 generi e oltre 9.000 specie. È una delle famiglie più numerose e più importanti del gruppo delle monocotiledoni. La famiglia è suddivisa in 12 sottofamiglie, il genere Bromus fa parte della sottofamiglia Pooideae. È l'unico genere della tribù Bromeae.

### Filogenesi
La tribù Bromeae fa parte della supertribù Triticodae T.D. Macfarl. & L. Watson, 1982. La supertribù Triticodae comprende tre tribù: Littledaleeae, Hordeeae e Bromeae. All'interno della supertribù, la tribù Bromeae forma un "gruppo fratello" con la tribù Hordeeae.
I Bromus della flora spontanea italiana sono suddivisi in tre gruppi (o subgeneri) distinti: Festucaria G. et G., Anisantha Koch e Bromus s.s. La specie di questa voce appartiene al gruppo Anisantha. Il ciclo biologico di queste piante è annuo con un aspetto molto diverso dalle specie del genere Festuca. A maturità le spighette si allargano all'apice. Le nervature delle due glume (con forme lanceolate o lineari lunghe 9 – 25 mm) sono diverse: quella inferiore ha una sola nervatura; quella superiore è trinervia. La resta dei lemmi (con forme lineari o lanceolate e lunghi complessivamente 30 – 80 mm) è inserita tra i due dentelli apicali del lemma stesso ed è più lunga della parte laminare. In alcune checklist queste specie possono essere descritte in un genere diverso (Anisantha).
Altri studi descrivono questa specie nella sezione Genea Dumort. (il ciclo biologico è annuale; la gluma inferiore ha una sola vena; la pubescenza sporge dalla punta del lemma per almeno 1,5 mm). In Italia nella stessa sezione sono presenti le specie: Bromus diandrus Roth, 1787, Bromus madritensis L.,  e Bromus rubens L. e Bromus tectorum L..
Il numero cromosomico delle specie B. sterilis è: 2n = 14 e 28.

### Variabilità
Bromus sterilis è una specie variabile. I caratteri più soggetti a variabilità sono:
- il culmo nella parte distale può essere pubescente (in Sicilia questa varietà a volte viene descritta come var. siculus Strobl.);
- la pelosità delle foglie è variabile;
- alcune entità, forse di origine ibrida, con caratteri intermedi tra quelli di questa voce e la specie Bromus diandrus Roth (sinonimo di B. gussonei Parl.) sono indicate come B. scaberrimus Ten..

### Sinonimi
Questa entità ha avuto nel tempo diverse nomenclature. L'elenco seguente indica alcuni tra i sinonimi più frequenti:
- Anisantha sterilis (L.) Nevski
- Anisantha sterilis var. stenantha (Chiov.) H.Scholz
- Anisantha sterilis var. velutina (Volkens ex Hegi) Tzvelev
- Anisantha sterilis var. velutinus (Volkart ex Hegi) Tzvelev
- Bromus amplus K.Koch
- Bromus delicatulus Sennen
- Bromus distichus Moench
- Bromus grandiflorus Weigel
- Bromus jubatus Ten.
- Bromus longiaristatus Gilib.
- Bromus scaberrimus St.-Lag.
- Bromus scaberrimus Ten.
- Bromus sterilis var. arrectus Schur
- Bromus sterilis var. glabrescens Zapal.
- Bromus sterilis f. hirsutior Waisb.
- Bromus sterilis var. intermedius Rchb.
- Bromus sterilis f. nanus Bolzon
- Bromus sterilis var. oligostachyus Asch. & Graebn.
- Bromus sterilis f. pilosus Rohlena
- Bromus sterilis var. pubescens Kuntze
- Bromus sterilis var. purpureus Schur
- Bromus sterilis var. scaberrimus (Ten.) Fiori
- Bromus sterilis var. stenanthus Chiov.
- Bromus sterilis var. trichanthus Kuntze
- Bromus sterilis var. validus Zapal.
- Bromus sterilis var. velutinus Volkens ex Hegi
- Bromus sterilis var. viridis Schur
- Bromus tenorianus Roem. & Schult.
- Festuca sterilis (L.) Jess.
- Forasaccus distichus Bubani
- Genea sterilis (L.) Dumort.
- Schedonorus sterilis (L.) Fr.
- Zerna sterilis (L.) Panz.